# Кисела-Вода (община)
Кисела-Вода (макед. Општина Кисела-Вода) — община в Северной Македонии. Община является административной единицей-микрорайоном столицы страны — Скопье, расположена на севере Северной Македонии, в Скопском статистически-экономическом регионе, с населением 57 236 жителей.
Площадь территории общины 34,24 км².
Этническая структура населения в общине по переписи населения 2002 года:
- македонцы — 52 478 (91,7%)
- сербы — 1426 (2,5%)
- цыгане — 716 (1,3%)
- остальные — 2616 (4,5%)